# Kringelfljot
Kringelfljot är ett naturreservat i Älvdalens kommun i Dalarnas län.
Området är naturskyddat sedan 2011 och är 74 hektar stort. Reservatet består av gamla tallar och i söder granskog.